# Ханабад (река)
Ханабад, Талукан, Таликан или Фархар (в верхнем течении носит название Фархар, дари خان‌آباد) — река в Афганистане, протекающая по территории провинций Тахар и Кундуз. Правый приток реки Кундуз (бассейн Амударьи). Основные притоки Банги и Шораб.
Длина реки — 261 км. Площадь водосборного бассейна — 9890 км². Средний расход воды около 30—40 м³/с. Средневзвешенная высота водосбора — 2190 м. Высота истока — 4800, высота устья — 367.
| Средний расход воды (м³/с) реки Ханабад по месяцам с 1960 по 1978 гг. (замеры производились на гидрологическом посту на станции «Пули Чуджа») |